# Pierre Kunde
Pierre Kunde Malong (Limbe, 26 juli 1995) is een Kameroens voetballer die doorgaans speelt als middenvelder. In juli 2025 verruilde hij Dibba Al-Hisn voor Khor Fakkan. Kunde debuteerde in 2018 in het Kameroens voetbalelftal.

## Clubcarrière
Kunde zette zijn eerste schreden in het voetballen bij Alcobendas, waarna hij in de jeugdopleiding van Atlético Madrid terechtkwam. Medio 2015 werd hij verhuurd aan Extremadura. Bij deze club kwam de middenvelder tot elf competitiedoelpunten. Het seizoen erop bracht hij opnieuw op huurbasis door bij een andere club, ditmaal Granada.
In de zomer van 2018 verkaste Kunde voor circa zevenenhalf miljoen euro naar Mainz 05, waar hij zijn handtekening zette onder een verbintenis voor de duur van vier seizoenen. Tijdens zijn eerste twee seizoenen in Mainz kwam de Kameroener telkens tot bijna dertig competitiewedstrijden, wat er in de jaargang 2020/21 slechts elf waren. In de zomer daarna werd hij voor circa 1,8 miljoen euro verkocht aan Olympiakos, dat hem voor drie jaar onder contract nam. In zijn tweede jaar kwam hij voor de winterstop maar tot twee competitieoptredens, waarna VfL Bochum hem op huurbasis overnam met een optie tot koop. Deze werd niet gelicht en in september 2023 werd de middenvelder verhuurd aan Atromitos. Na deze verhuurperiode vertrok Kunde definitief bij Olympiakos. Hierop tekende hij voor Dibba Al-Hisn. Een jaar later verkaste hij naar Khor Fakkan.

## Clubstatistieken
| Seizoen | Club            | Competitie         | Competitie | Competitie | Beker | Beker | Internationaal | Internationaal | Totaal | Totaal |
| Seizoen | Club            | Competitie         | Wed.       | Dlp.       | Wed.  | Dlp.  | Wed.           | Dlp.           | Wed.   | Dlp.   |
| ------- | --------------- | ------------------ | ---------- | ---------- | ----- | ----- | -------------- | -------------- | ------ | ------ |
| 2015/16 | Atlético Madrid | Primera División   | 0          | 0          | 0     | 0     | 0              | 0              | 0      | 0      |
| 2016/17 | → Extremadura   | Segunda División B | 33         | 11         | 2     | 0     | —              | —              | 35     | 11     |
| 2017/18 | → Granada       | Segunda División A | 37         | 5          | 1     | 0     | —              | —              | 38     | 5      |
| 2018/19 | Mainz 05        | Bundesliga         | 29         | 0          | 2     | 0     | —              | —              | 31     | 0      |
| 2019/20 | Mainz 05        | Bundesliga         | 28         | 4          | 0     | 0     | —              | —              | 28     | 4      |
| 2020/21 | Mainz 05        | Bundesliga         | 11         | 0          | 0     | 0     | —              | —              | 11     | 0      |
| 2021/22 | Olympiakos      | Super League       | 12         | 0          | 4     | 0     | 10             | 0              | 26     | 0      |
| 2022/23 | Olympiakos      | Super League       | 2          | 0          | 0     | 0     | 11             | 0              | 13     | 0      |
| 2022/23 | → VfL Bochum    | Bundesliga         | 12         | 1          | 1     | 0     | —              | —              | 13     | 1      |
| 2023/24 | → Atromitos     | Super League       | 27         | 0          | 3     | 0     | —              | —              | 30     | 0      |
| 2024/25 | Dibba Al-Hisn   | UAE Pro League     | 24         | 7          | 1     | 0     | —              | —              | 25     | 7      |
| 2025/26 | Khor Fakkan     | UAE Pro League     | 0          | 0          | 0     | 0     | —              | —              | 0      | 0      |
| Totaal  | Totaal          | Totaal             | 215        | 28         | 14    | 0     | 21             | 0              | 250    | 28     |

Bijgewerkt op 22 juli 2025.

## Interlandcarrière
Kunde maakte op 27 mei 2018 zijn debuut in het Kameroens voetbalelftal, toen een vriendschappelijke wedstrijd werd gespeeld tegen Burkina Faso. Bertrand Traoré zorgde tijdens deze wedstrijd voor de enige treffer, waardoor Burkina Faso met 0–1 wist te winnen. Van bondscoach Rigobert Song mocht Kunde in de basis beginnen en hij speelde het volledige duel. De andere debutanten dit duel waren Joel Tagueu (Marítimo), Franklin Wadja (FC Lorient) en Ousseini Mounpain (FK Skopje).
In 2019 werd hij door de nieuwe bondscoach Clarence Seedorf opgenomen in de Kameroense selectie voor het Afrikaans kampioenschap. Tijdens zijn zeventiende interland, op 26 maart 2021, kwam Kunde voor het eerst tot scoren voor de nationale ploeg. Tijdens een kwalificatiewedstrijd voor het Afrikaans kampioenschap 2021 tegen Kaapverdië opende hij de score uit een strafschop. Na een gelijkmaker van Kuca won Kaapverdië in de tweede helft met 3–1 door een eigen doelpunt van Frank Bagnack en een treffer van Ryan Mendes.
In november 2022 werd Kunde door Song opgenomen in de selectie van Kameroen voor het WK 2022. Tijdens dit WK werd Kameroen uitgeschakeld in de groepsfase na een nederlaag tegen Zwitserland, een gelijkspel tegen Servië en een overwinning op Brazilië. Kunde kwam in twee duels in actie. Zijn toenmalige clubgenoten Pape Abou Cissé (Senegal), Hwang In-beom en Hwang Ui-jo (beiden Zuid-Korea) waren ook actief op het toernooi.
| Interlands van Pierre Kunde voor Kameroen | Interlands van Pierre Kunde voor Kameroen | Interlands van Pierre Kunde voor Kameroen | Interlands van Pierre Kunde voor Kameroen | Interlands van Pierre Kunde voor Kameroen | Interlands van Pierre Kunde voor Kameroen | Interlands van Pierre Kunde voor Kameroen |
| №                                         | Datum                                     | Wedstrijd                                 | Uitslag                                   | Competitie                                | Goals                                     |                                           |
| Als speler bij Granada                    | Als speler bij Granada                    | Als speler bij Granada                    | Als speler bij Granada                    | Als speler bij Granada                    | Als speler bij Granada                    | Als speler bij Granada                    |
| ----------------------------------------- | ----------------------------------------- | ----------------------------------------- | ----------------------------------------- | ----------------------------------------- | ----------------------------------------- | ----------------------------------------- |
| 1                                         | 27 mei 2018                               | Kameroen – Burkina Faso                   | 0 – 1                                     | Vriendschappelijk                         |                                           |                                           |
| Als speler bij Mainz                      |                                           |                                           |                                           |                                           |                                           |                                           |
| 2                                         | 12 oktober 2018                           | Kameroen – Malawi                         | 1 – 0                                     | AK 2019 kwalificatie                      |                                           |                                           |
| 3                                         | 16 oktober 2018                           | Malawi – Kameroen                         | 0 – 0                                     | AK 2019 kwalificatie                      |                                           |                                           |
| 4                                         | 16 november 2018                          | Marokko – Kameroen                        | 2 – 1                                     | AK 2019 kwalificatie                      |                                           |                                           |
| 5                                         | 20 november 2018                          | Brazilië – Kameroen                       | 1 – 0                                     | Vriendschappelijk                         |                                           |                                           |
| 6                                         | 23 maart 2019                             | Kameroen – Comoren                        | 3 – 0                                     | AK 2019 kwalificatie                      |                                           |                                           |
| 7                                         | 9 juni 2019                               | Kameroen – Zambia                         | 2 – 1                                     | Vriendschappelijk                         |                                           |                                           |
| 8                                         | 14 juni 2019                              | Kameroen – Mali                           | 1 – 1                                     | Vriendschappelijk                         |                                           |                                           |
| 9                                         | 29 juni 2019                              | Kameroen – Ghana                          | 0 – 0                                     | AK 2019                                   |                                           |                                           |
| 10                                        | 2 juli 2019                               | Benin – Kameroen                          | 0 – 0                                     | AK 2019                                   |                                           |                                           |
| 11                                        | 6 juli 2019                               | Nigeria – Kameroen                        | 3 – 2                                     | AK 2019                                   |                                           |                                           |
| 12                                        | 12 oktober 2019                           | Tunesië – Kameroen                        | 0 – 0                                     | Vriendschappelijk                         |                                           |                                           |
| 13                                        | 13 november 2019                          | Kameroen – Kaapverdië                     | 0 – 0                                     | AK 2021 kwalificatie                      |                                           |                                           |
| 14                                        | 17 november 2019                          | Rwanda – Kameroen                         | 0 – 1                                     | AK 2021 kwalificatie                      |                                           |                                           |
| 15                                        | 12 november 2020                          | Kameroen – Mozambique                     | 4 – 1                                     | AK 2021 kwalificatie                      |                                           |                                           |
| 16                                        | 16 november 2020                          | Mozambique – Kameroen                     | 0 – 2                                     | AK 2021 kwalificatie                      |                                           |                                           |
| 17                                        | 26 maart 2021                             | Kaapverdië – Kameroen                     | 3 – 1                                     | AK 2021 kwalificatie                      | 14' (pen.)                                |                                           |
| 18                                        | 30 maart 2021                             | Kameroen – Rwanda                         | 0 – 0                                     | AK 2021 kwalificatie                      |                                           |                                           |
| 19                                        | 4 juni 2021                               | Nigeria – Kameroen                        | 0 – 1                                     | Vriendschappelijk                         |                                           |                                           |
| 20                                        | 8 juni 2021                               | Kameroen – Nigeria                        | 0 – 0                                     | Vriendschappelijk                         |                                           |                                           |
| Als speler bij Olympiakos                 |                                           |                                           |                                           |                                           |                                           |                                           |
| 21                                        | 3 september 2021                          | Kameroen – Malawi                         | 2 – 0                                     | WK 2022 kwalificatie                      |                                           |                                           |
| 22                                        | 6 september 2021                          | Ivoorkust – Kameroen                      | 2 – 1                                     | WK 2022 kwalificatie                      |                                           |                                           |
| 23                                        | 8 oktober 2021                            | Kameroen – Mozambique                     | 3 – 1                                     | WK 2022 kwalificatie                      |                                           |                                           |
| 24                                        | 11 oktober 2021                           | Mozambique – Kameroen                     | 0 – 1                                     | WK 2022 kwalificatie                      |                                           |                                           |
| 25                                        | 9 januari 2022                            | Kameroen – Burkina Faso                   | 2 – 1                                     | AK 2021                                   |                                           |                                           |
| 26                                        | 17 januari 2022                           | Kameroen – Kaapverdië                     | 1 – 1                                     | AK 2021                                   |                                           |                                           |
| 27                                        | 29 januari 2022                           | Kameroen – Gambia                         | 2 – 0                                     | AK 2021                                   |                                           |                                           |
| 28                                        | 6 februari 2022                           | Kameroen – Burkina Faso                   | 3 – 3 (5 – 3 n.s.)                        | AK 2021                                   |                                           |                                           |
| 29                                        | 29 maart 2022                             | Algerije – Kameroen                       | 1 – 2 n.v.                                | AK 2021                                   |                                           |                                           |
| 30                                        | 23 september 2022                         | Oezbekistan – Kameroen                    | 2 – 0                                     | Vriendschappelijk                         |                                           |                                           |
| 31                                        | 27 september 2022                         | Zuid-Korea – Kameroen                     | 1 – 0                                     | Vriendschappelijk                         |                                           |                                           |
| 32                                        | 18 november 2022                          | Kameroen – Panama                         | 1 – 1                                     | Vriendschappelijk                         |                                           |                                           |
| 33                                        | 28 november 2022                          | Kameroen – Servië                         | 3 – 3                                     | WK 2022                                   |                                           |                                           |
| 34                                        | 2 december 2022                           | Kameroen – Brazilië                       | 1 – 0                                     | WK 2022                                   |                                           |                                           |
| Als speler bij VfL Bochum                 |                                           |                                           |                                           |                                           |                                           |                                           |
| 35                                        | 24 maart 2023                             | Kameroen – Namibië                        | 1 – 1                                     | AK 2023 kwalificatie                      |                                           |                                           |
| 36                                        | 28 maart 2023                             | Namibië – Kameroen                        | 2 – 1                                     | AK 2023 kwalificatie                      |                                           |                                           |
| 37                                        | 10 juni 2023                              | Mexico – Kameroen                         | 2 – 2                                     | Vriendschappelijk                         |                                           |                                           |
| Als speler bij Atromitos                  |                                           |                                           |                                           |                                           |                                           |                                           |
| 38                                        | 12 oktober 2023                           | Rusland – Kameroen                        | 1 – 0                                     | Vriendschappelijk                         |                                           |                                           |
| 39                                        | 16 oktober 2023                           | Senegal – Kameroen                        | 1 – 0                                     | Vriendschappelijk                         |                                           |                                           |
| 40                                        | 11 juni 2024                              | Kameroen – Kaapverdië                     | 4 – 1                                     | WK 2026 kwalificatie                      |                                           |                                           |
| 41                                        | 8 juni 2024                               | Angola – Kameroen                         | 1 – 1                                     | WK 2026 kwalificatie                      |                                           |                                           |
| Als speler zonder club                    |                                           |                                           |                                           |                                           |                                           |                                           |
| 42                                        | 10 september 2024                         | Zimbabwe – Kameroen                       | 0 – 0                                     | AK 2025 kwalificatie                      |                                           |                                           |
| Als speler bij Dibba Al-Hisn              |                                           |                                           |                                           |                                           |                                           |                                           |
| 43                                        | 11 oktober 2024                           | Kameroen – Kenia                          | 4 – 1                                     | AK 2025 kwalificatie                      |                                           |                                           |
| 44                                        | 14 oktober 2024                           | Kenia – Kameroen                          | 0 – 1                                     | AK 2025 kwalificatie                      |                                           |                                           |

Bijgewerkt op 22 juli 2025.

## Erelijst
| Super League | 1 | 2021/22 |